# Tillicoultry
Tillicoultry (gael. Tulach Cultraidh) è un luogo del Regno Unito in Scozia, nel Clackmannanshire.